# Вернаца
Вернаца (итал. Vernazza) је насеље у Италији у округу Ла Специја, региону Лигурија.
Према процени из 2011. у насељу је живело 506 становника. Насеље се налази на надморској висини од 21 м.

## Становништво
| 1931. | 1936. | 1951. | 1961. | 1971. | 1981. | 1991. | 2001. | 2011. |
| ----- | ----- | ----- | ----- | ----- | ----- | ----- | ----- | ----- |
| 2.236 | 2.280 | 2.305 | 2.014 | 1.668 | 1.429 | 1.184 | 1.084 | 1.901 |